# Jindřich Verich
Jindřich Verich (11. září 1912 – ???) byl český a československý politik Komunistické strany Československa a poúnorový poslanec Národního shromáždění ČSR.

## Biografie
V letech 1946-1948 byl předsedou MNV v Chrudimi. V roce 1948 se uvádí jako úředník z Chrudimi.
Ve volbách roku 1948 byl zvolen do Národního shromáždění za KSČ ve volebním kraji Pardubice. V parlamentu zasedal do konce funkčního období, tedy do voleb roku 1954.